# Ephraim Joseph Hirschfeld
Ephraim Joseph Hirschfeld, mit Geburtsnamen Ephraim Joseph Hirschel (* wohl 1758 in Karlsruhe; † 27. Januar 1820 in Offenbach am Main), war ein deutsch-jüdischer Mystiker der Aufklärungszeit und aktiver Freimaurer.

## Leben
Ephraim Joseph Hirschfeld wurde als Sohn des talmudisch gebildeten Kantors Joseph Hirschel Darmstadt und seiner Frau Rachel Hirschl geboren und hieß ursprünglich Ephraim Joseph Hirschel. Mit Unterstützung Johann Georg Schlossers, des Schwagers von Goethe, besuchte er ab 1773 das Gymnasium in Karlsruhe und dann die Universität in Straßburg, um Medizin zu studieren, schloss das Studium jedoch nicht ab. Er beherrschte Französisch, Latein und Deutsch und besaß eine breite Allgemeinbildung.
Zwischen 1779 und 1781 hielt sich Hirschfeld (damals noch unter dem Namen Hirschel) in Berlin auf, wo er auf Vermittlung Schlossers als Buchhalter und Hofmeister von David Friedländer arbeitete und enge Kontakte zu Moses Mendelssohn und dem Kreis der Haskala hielt. 1782 zog er nach Innsbruck und war dort beim jüdischen Inhaber der tirolischen Salzniederlage Gabriel Uffenheimer als Buchhalter tätig. Veranlasst durch den Gründer des auch für Juden offenen freimaurerischen Ordens der Ritter und Brüder des Lichts bzw. der  Asiatischen Brüder, Freiherr Hans Heinrich von Ecker und Eckhoffen, ging er nach Wien, wohin später auch sein Bruder Pascal aus Maastricht kommend zog. Dort legten beide Brüder ihren bisherigen Namen Hirschel ab, nannten sich von nun an Hirschfeld und wirkten für den Orden.
Nach dem Verbot der Asiatischen Brüder 1785 in Wien zogen Ecker und Ephraim Joseph Hirschfeld mit Unterstützung des freimaurerisch engagierten Landgrafen Karl von Hessen auf dessen Besitz nach Schleswig, wo ebenfalls eine Gruppe der Asiatischen Brüder bestand. 1790 geriet Hirschfeld durch Auseinandersetzungen mit Ecker in juristische Schwierigkeiten und wurde unter Hausarrest gestellt, aus dem ihn 1792 Franz Thomas von Schönfeld (geboren als Moses Dobruška bzw. Dobruschka), mit dem er gemeinsam den Asiatischen Brüdern beigetreten war, durch Zahlung von 550 Talern befreite.
Hirschfeld folgte Schönfeld auf dessen Weg nach Paris – wo dieser schließlich guillotiniert wurde – bis Straßburg, ging dann aber nach Frankfurt am Main und Offenbach; dort lebte er von 1792 an bis zu seinem Tode. Er hielt Kontakt zum Offenbacher Hof der Frankisten, zum „christlichen Kabbalisten“ Franz Joseph Molitor und zu den Freimaurern.

## Aufklärung, Kabbala und Freimaurerei
Die Rolle Hirschfelds als jüdischer Kabbalist und Freimaurer im Umfeld der Aufklärung harrt noch exakter Untersuchung. Als die drei bestimmenden Etappen seines intellektuellen Wirkens dürfen wohl mit einigem Recht sein Aufenthalt in Berlin mit Kontakt zur Haskala, seine Mitgliedschaft im freimaurerischen Orden der Asiatischen Brüder in Wien und Schleswig und schließlich seine Kontakte zu den Frankisten und neu aufkommenden jüdischen oder Juden akzeptierenden Freimaurerlogen in Frankfurt und Offenbach gelten.
Die in der ersten Etappe zunächst – auch durch den Kontakt mit David Friedländer – als positiv bewerteten erzieherischen Elemente der Aufklärung kehren sich bei Hirschfeld allmählich in eine schroffe Ablehnung um, da er in der Haskala und der Aufklärung allgemein eine Unkenntnis der Bibel und eine Abkehrung vom Glauben an Gott – ein für ihn unverzichtbares Element eines gerechtfertigten Daseins – zu erkennen glaubte, wie er später verdeutlichte: „Man predigt eine trockene Moral nach Vernunftgründen, und dasjenige, was wir Glauben nennen, ist in ihren Augen ein Hirngespinst.“
Die zweite Etappe lässt ihn als aktiven inhaltlichen Mitgestalter des Ordens der Asiatischen Brüder erkennen, auf dessen Erkenntnissen und Einfluss die Ausformulierungen des kabbalistischen Gehalts in den Ordensritualen zurückzuführen sind. Wesentlich ist dabei auch die durch Hirschfeld geförderte Offenheit des Ordens dem Judentum gegenüber einerseits und die Öffnung freimaurerischer Lehrinhalte dieses Hochgradsystems für kabbalistische Deutungsmuster. – Über die Gründe seines Streits mit dem Ordensmeister Hans Heinrich von Ecker und Eckhoffen und seines Ausschlusses aus dem Orden im Jahr 1790 in Schleswig fehlen tiefer gehende Einsichten.
In der letzten Etappe in Frankfurt und Offenbach steht die Veröffentlichung seines mit seinem Bruder Pascal gemeinsam verfassten kabbalistischen Lehrwerks Biblisches Organon als Zusammenfassung seiner mystischen Überzeugungen im Mittelpunkt; es lässt Hirschfelds Weg von der Haskala zur Mystik erkennen. Trotz seines Eintretens sowohl in der Freimaurerei als auch durch seine (wohl durch seinen konvertierten Ordensbruder Thomas von Schönfeld beförderten und im Einzelnen noch offenzulegenden) Kontakte zu den Frankisten für eine religiöse Verschmelzung von Judentum und Christentum durch die Kabbala konvertierte er nie zum Christentum.
Ephraim Joseph Hirschfeld gehörte – dabei dem Pietismus anhängenden Freimaurern nicht unähnlich – einem in der heutigen Freimaurerei als „apokryph“ begriffenen, jedenfalls nicht die aufklärerische Hauptentwicklungsrichtung repräsentierenden Zweig an, der mystisches „Gestern“ mit dem aufgeklärten „Morgen“ zu verbinden trachtete.

## Schriften
- Ephraim Joseph Hirschfeld, Pascal Hirschfeld: Biblisches Organon oder Realübersetzung der Bibel mit der mystischen Begleitung und kritischen Anmerkungen: Genesis, 1 Kapitel, Vers 1-5. Verlag auf Kosten der Verfasser, Offenbach 1796.